# Mausoleopsis seillierei
Mausoleopsis seillierei är en skalbaggsart som beskrevs av Thierry Bourgoin 1923. Mausoleopsis seillierei ingår i släktet Mausoleopsis och familjen Cetoniidae. Inga underarter finns listade i Catalogue of Life.